# Брандо, Марлон
Ма́рлон Бра́ндо или Марло́н Брандо́ (полное имя — Марлон Брандо-младший (англ. Marlon Brando Jr.); 3 апреля 1924, Омаха — 1 июля 2004, Лос-Анджелес) — американский актёр и активист. Считающийся одним из величайших и самых влиятельных актёров двадцатого столетия, он получил многочисленные награды за свою шестидесятилетнюю карьеру, включая две премии «Оскар», две премии «Золотой глобус», награду Каннского кинофестиваля и три награды Британской киноакадемии. Брандо приписывают звание одного из первых актёров, представивших систему Станиславского и актёрский метод широкой аудитории.
Марлон Брандо попал под влияние Стеллы Адлер и системы Станиславского в начале 1940-х годов. Он начал свою карьеру на театральной сцене, искусно читая своих персонажей и предвосхищая развитие сценических действий. Он совершил переход к кинематографу, получив признание и первую номинацию на «Оскар» за лучшую мужскую роль за воплощение образа Стэнли Ковальского в кинофильме Трамвай «Желание» (1951). Актёр получил большее внимание и первые премии «Оскар» и «Золотой глобус» за роль Терри Маллоя в драме «В порту» (1954), которая становится переломным моментом в истории Голливуда, а его работы продолжают изучать и толковать. Перевоплощение Брандо в мятежного лидера байкерской банды Джонни Страблера в картине «Дикарь» (1953) стало символом разрыва поколений.
В 1960-е годы актёрская карьера Марлона Брандо переживала творческий и экономический спад. Он выступил режиссёром и ведущим актёром культового вестерна «Одноглазые валеты», который провалился в прокате, принес убытки и получил негативные критические отзывы. Вслед за этим также последовал ряд заметных кассовых провалов. Так, слабо снятая драма «Мятеж на Баунти» нанесла сильный удар его кинематографической карьере. После десяти лет неудач и заметного снижения интереса к кино Брандо блистательно сыграл роль Вито Корлеоне в эпической криминальной драме «Крёстный отец» (1972), принёсшей ему второй «Оскар» и «Золотой глобус». Этих наград Брандо был удостоен за воплощение образа, считающегося одним из ярчайших в истории искусства, что определилось в ходе многочисленных опросов критиков, режиссёров и других актёров. Роли 
в «Крестном отце» и эротической драме «Последнее танго в Париже» (1972), принёсшей актёру седьмую номинацию на «Оскар», вернули Брандо звание одного из самых кассовых актёров.
После перерыва в начале 1970-х годов Брандо в основном выступал как характерный актер с высокооплачиваемыми второстепенными ролями разного качества, среди которых образы Джор-Эла в «Супермене», полковника Курца в «Апокалипсисе сегодня» и Адама Штейфеля в «Формуле», после чего у актёра наступил девятилетний перерыв, когда он не снимался в кино. Последние двадцать лет жизни Брандо ознаменовались противоречиями, и его проблемная личная жизнь привлекала много внимания. Он боролся с аффективными расстройствами здоровья, а также решал сложные правовые вопросы. Имя Марлона Брандо продолжает иметь большое значение в области культуры и пользуется уважением поклонников его творчества.

## Биография

### Семья
Марлон Брандо — потомок немецкого иммигранта Иоганна Вильгельма Брандау (Brandau), поселившегося в штате Нью-Йорк в начале XVIII века. Соседи, запомнившие отца Марлона ещё школьником, говорили, что в нём было что-то «тевтонское и закрытое».
Отец, Марлон Брандо-старший, родился в Омахе в 1895 году. Его замкнутость и жёсткость в воспитании своих детей объяснялась тем, что в возрасте четырёх лет он пережил сильнейшую психологическую травму — уход матери из семьи. До конца жизни его настроение менялось со скоростью света — от мрачных и необщительных периодов до непредсказуемых и шумных поступков. В подростковом возрасте он часто менял места жительства, переезжая от одной пожилой тётки к другой. Марлон-старший рос грубым женоненавистником, зачастую прикладывался к бутылке и издевался над окружающими.
Мать, Дороти (Доди) Пеннибейкер, происходила из рода диссидентов, золотоискателей и приверженцев Христианской науки. Выйдя замуж за Брандо в возрасте двадцати одного года, она сделала себе имя на ведущих ролях в местном театре Omaha Community Playhouse. Например, в постановке «За горизонтом» по Юджину О’Нилу Доди играла вместе с тогда ещё никому не известным молодым Генри Фондой, с которым позже поддерживала тёплые дружеские отношения.

### Детство и юность
Актёр — это самая дурацкая профессия в мире. Факт: выживает всего лишь один процент актёров. И то не всегда. Им приходится бороться за жизнь всё отпущенное им Господом время.Брандо в интервью Rolling Stone, 2002
Марлон Брандо-младший появился на свет около 11 часов вечера 3 апреля 1924 года в Материнском госпитале[уточнить] Омахи, штат Небраска. Отец — Марлон Брандо-старший, владелец бизнеса по производству пестицидов и кормовых добавок, мать — Дороти (Доди) Пеннибейкер, актриса. С Бадом росли его старшие сёстры — Джослин (1919—2005) и Фрэнсис (1922—1994).

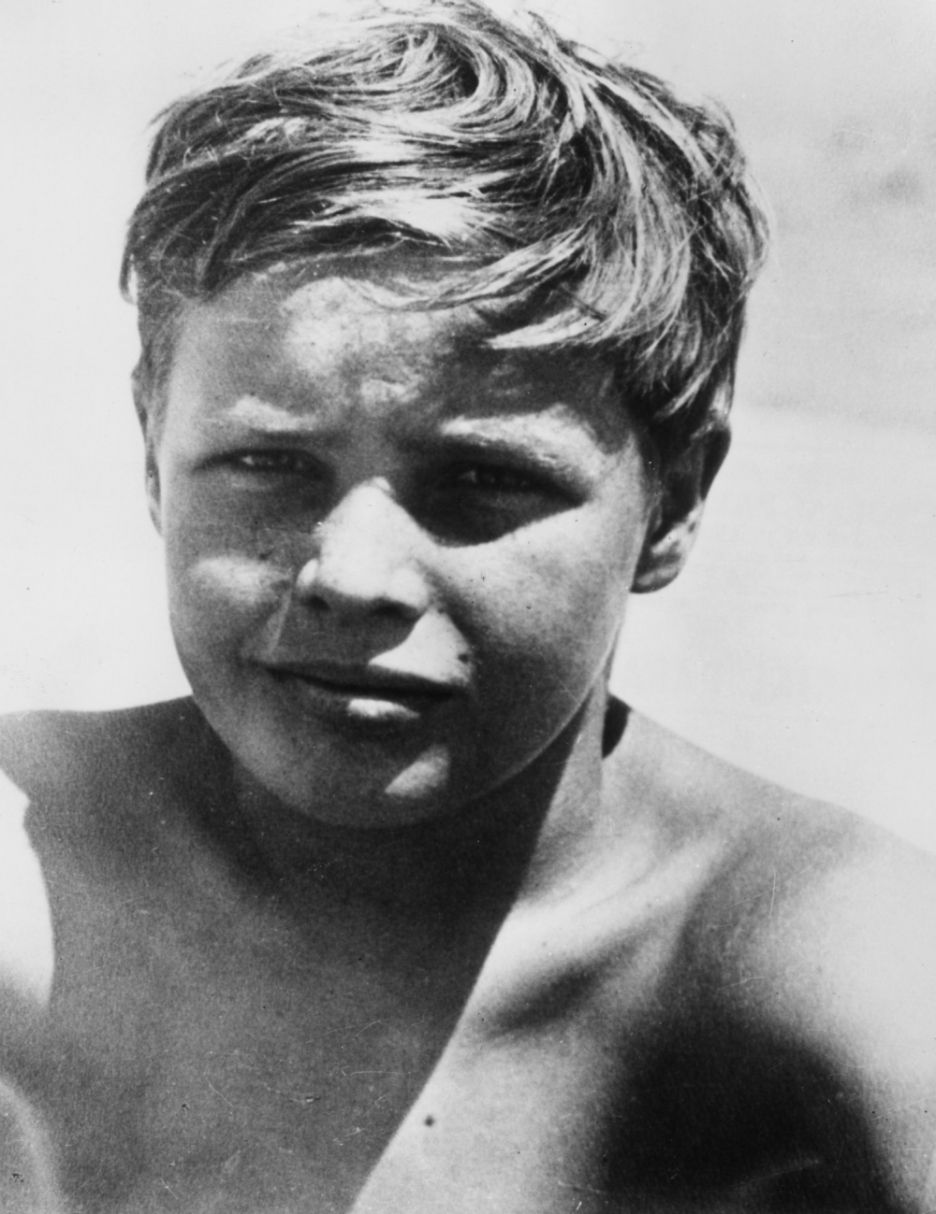
Брандо в 10 лет

Отец воспитывал детей в строгости. Будучи достаточно состоятельным, Брандо-старший мог осыпать Доди изысканнейшими подарками, а детям дарить гораздо менее ценные. К Марлону он относился хуже, чем к остальным детям — запросто мог высмеять его поведение, выразительный голос или необычную позу. Ситуация в семье доходила до того, что простые объятия доставались детям только в дни рождения и Рождество. Позже Марлон-младший не смог припомнить хотя бы одной похвалы от отца за весь период от раннего детства до юности. Родительская холодность подталкивала мальчика искать внимания вне дома — в основном в школе, где он пренебрегал всеми этическими нормами.
Вечно мрачное расположение духа Брандо-старшего было также тяжёлым испытанием и для его дочерей. Спустя много лет Фрэнсис писала: «Я не помню, чтобы нас прощали. Никакого прощения! Родители только обвиняли, стыдили и наказывали, причём часто без всякой связи с „преступлениями“, и чувство жгучей несправедливости засело в нас очень глубоко».
Помимо издевательств от родного отца, детям приходилось терпеть ещё и алкоголизм матери. «Она предпочитала искать утешение в алкоголе, чем заботиться о нас», — вспоминал в своих мемуарах Брандо.
Как и во многих домах того времени, в гостиной жилища семьи Брандо стояло пианино. Радио тогда только набирало популярность, а пластинки были бледным эхом настоящего звучания музыки. В детстве Доди обучалась игре на пианино и в конце 1920-х годов играла на нём фолк-хиты в окружении своей семьи. В числе таких хитов были «визитные карточки» Ирвинга Берлина — I'm Looking Over a Four Leaf Clover и Am I Blue?. Эта музыка никогда не оставляла Брандо и в 1989 году, когда актёр заканчивал автобиографию, названия этих песен он рассматривал в качестве заглавия для книги, но в итоге остановился на обобщённом «Песни, что пела мне мать».

### Переезды, психологические травмы
Когда Баду исполнилось шесть лет, корпорация Calcium Carbonate предложила его отцу работу менеджера по продажам. Марлон-старший согласился, учитывая начавшуюся Великую депрессию, и вся семья переехала в муниципалитет Эванстон, что в пригороде Чикаго, штат Иллинойс. Доди была категорически против этой затеи по причине того, что в Эванстоне на тот момент не было ни одного театра, но в итоге вынуждена была повиноваться мужу.
Дети были определены в фешенебельную школу имени Авраама Линкольна. Фрэнсис и Джослин нашли там новых друзей, но Бад был слишком погружён в собственные мысли и фантазии, наиболее навязчивая из них была связана с домработницей семьи Брандо, молодой девушкой с датскими и индонезийскими корнями Эрми. Мальчик привязался к ней, они часто играли в карты и спали вместе; Эрми часто появлялась перед ним голой, не думая даже, что он настолько сильно влюбится в неё. Однажды Эрми сообщила ему, что отправляется в путешествие и скоро вернётся. Прошло несколько недель, прежде чем Марлон понял, что больше её не увидит. В ночь, когда к нему пришла эта настойчивая мысль, он ощутил предвкушение смерти. «Я чувствовал себя брошенным», — вспоминал он спустя пятьдесят лет, — «Моя мать променяла меня на бутылку, а теперь ушла и Эрми. Я утратил связь с этим миром».
Отыскав первую «родственную душу», Уолли Кокса, 11-летний Бад увлёкся миром кино. В «Мятеже на „Баунти“» он увидел мелодраматическую историю о противостоянии тиранов и справедливых бунтарей, а Виктор Маклаглен в «Потерянном патруле» создал образ жёсткого, храброго сержанта, ставшего для Марлона идеализированным портретом его отца, которого он боялся. «Манхэттенская мелодрама» показала ему Нью-Йорк — рассадник гангстеров и в то же время притягательное место, где амбиционный юноша может найти себя.
Он славный малый, но жить с ним — это как взбираться по смазанному шесту в охваченном войной Шанхае. И самое худшее не придёт даже в ближайшие два-три года.
Спустя год родители Марлона решили расстаться и на время отдохнуть друг от друга. Доди забрала всю семью к своей матери, Элизабет (Нане) Майерс, в город Санта-Ана, штат Калифорния, а Брандо-старший остался жить в Чикаго.
Доди тем временем не могла нарадоваться своим дочерям. Фрэнсис проявляла явный талант в живописи, а Джослин обнаружила, что унаследовала актёрский дар матери: она была задействована в ведущих ролях в школьных постановках и заявляла, что собирается начать актёрскую карьеру. Только 16-летний Бад никак себя не проявлял. Взрослые не оказывали ему достаточного внимания: бабушка Нана была советником представительства Христианской науки и все время проводила за работой, Доди продолжала пить.
Марлон начал делать успехи в спорте: финишировал первым в школьном десятиборье и установил рекорд по отжиманиям на руках (тысяча раз). Он мог отжаться и больше, но преподаватель, опасаясь, что юноша погубит своё сердце, приказал остановиться. Брандо, понимая, что наконец добился чего-то серьёзного, стал вести себя высокомерно, а в отсутствие отца вёл себя как хозяин дома.
Вскоре затянувшаяся разлука между Доди и Марлоном-старшим подошла к концу — Брандо вернулся в семью. Вслед за этим, в 1938 году, последовал очередной переезд — на этот раз в загородный посёлок Либертивилл, штат Иллинойс, с населением всего три тысячи человек. Семейство проживало в крупном арендованном доме при ферме, в окрестностях которого они держали корову и огород.
Брандо-старший был состоятельным руководителем, его заработная плата составляла 15 тысяч долларов в год, тогда как стандартом были 1600. Доди, тратившая почти все деньги в местных барах, устроилась в драмтеатр. Фрэнсис и Джослин участвовали в школьных спектаклях, а Бад продолжал воплощать образ бунтаря, носил джинсы, тенниски и футболки столь яркой раскраски, что одноклассники просили его не надевать в школу хотя бы пижаму. Обнаружив, что у него неплохо получается управляться с барабанами, Марлон вошёл в состав школьной музыкальной группы. В спорте он проявлял тот же подход — любил соревноваться за трофеи, но ненавидел добиваться этого трудом. Бад вытянулся (его окончательный рост в итоге достиг отметки в 177 сантиметров), накачал мышцы груди, а его широкие плечи делали его похожим на отца.

### Первые роли в любительских постановках и бунтарские выходки
Когда Марлону предложили вступить в школьный театральный кружок, он согласился, учитывая то, что он ничем не занимался. К тому моменту он обладал достаточной физической силой, чтобы после демонстрации пантомимы о молодой девушке, готовящейся принять ванную, его никто не дразнил. Брандо нравилось играть злодеев, в частности, в одном из скетчей он изображал именитого гангстера Джона Диллинджера. Одноклассники встретили это перевоплощение сначала тишиной, затем бурными аплодисментами.
Со временем кружок перешёл на более легковесные вещи — как, например, комедийная пьеса Джорджа С. Кауфмана и Мосса Харта «С собой не унесёшь», числившаяся у учеников в фаворитах. Однако у Брандо всегда были проблемы с комическими составляющими: он плохо справлялся с наставлениями режиссёра и, как следствие, никогда не получал роли в таких постановках.
Актёрство Марлон заменил барабанными палочками и деревянными бочонками, создав ритмическую музыкальную группу, названную Keg Brando and His Kegliners. Когда на их выступление не было распродано практически ни одного билета, Брандо снова ушёл в себя, начал читать книги, которые накопились у Доди за многие годы: «Великого Гэтсби», «Бесплодную землю» и произведения Шекспира. И, как и многие юноши его возраста, Бад увлёкся только что вошедшим в обиход радио. Слушая радиоспектакли, в которых актёры использовали различные акценты, чтобы изображать одновременно протагонистов, антагонистов и второплановых героев, Марлон обнаружил, что у него есть талант в имитации голосов. После того, как он выключал радио, он воспроизводил диалог в уме, повторял то, что только что услышал, и произносил слова по слогам. Он начал заниматься этим и в реальной жизни, пародируя соседей, учителей и друзей.
Нарушение всех правил и восстание против устоявшейся системы преследовало Брандо всю молодость. Когда он устроился билетёром в ближайший кинотеатр, ему не приглянулась официальная рабочая униформа, и он заменил манишку для рубашки, пришив пару манжет к пиджаку, дабы казалось, что он при «полном обмундировании». Когда всплыл обман, Брандо был незамедлительно уволен.
За очередными выходками Бада в школе последовал серьёзный разговор с директором. Директор заподозрил умственную недостаточность хулигана, учителем был проведён IQ-тест, выявивший, что коэффициент интеллекта у Марлона достигает небольшого числа 90. Преподаватель опозорил его перед всем классом, заявив, что «не удивительно, что он столь разрушительный».

### Начало Второй мировой войны, обучение в военном училище
В конце 1930-х годов официально закончился период Великой депрессии, но на смену ей пришла новая беда — Вторая мировая война. Марлон-старший был слишком стар для участия в военных действиях, а Марлон-младший — слишком юн.
Глава семьи видел единственный выход из сложившейся ситуации с безобразным поведением сына — отправить его в военное училище. Выбор остановился на Шаттак Сент-Мари (ныне — школа Shattuck-Saint Mary’s) в городе Фэрибо, штат Миннесота, где в своё время учился сам Брандо-старший. Сопротивление было бесполезным и в сентябре 1941 года 17-летний Марлон подписал нужные бумаги, взял свою форму и направился в Шэттак. Как и все военные заведения того времени, Шэттак был перенаселен. Брандо-старший, тем временем, убеждал себя, что направление сына в это училище — ни что иное, как акт высокого патриотизма.

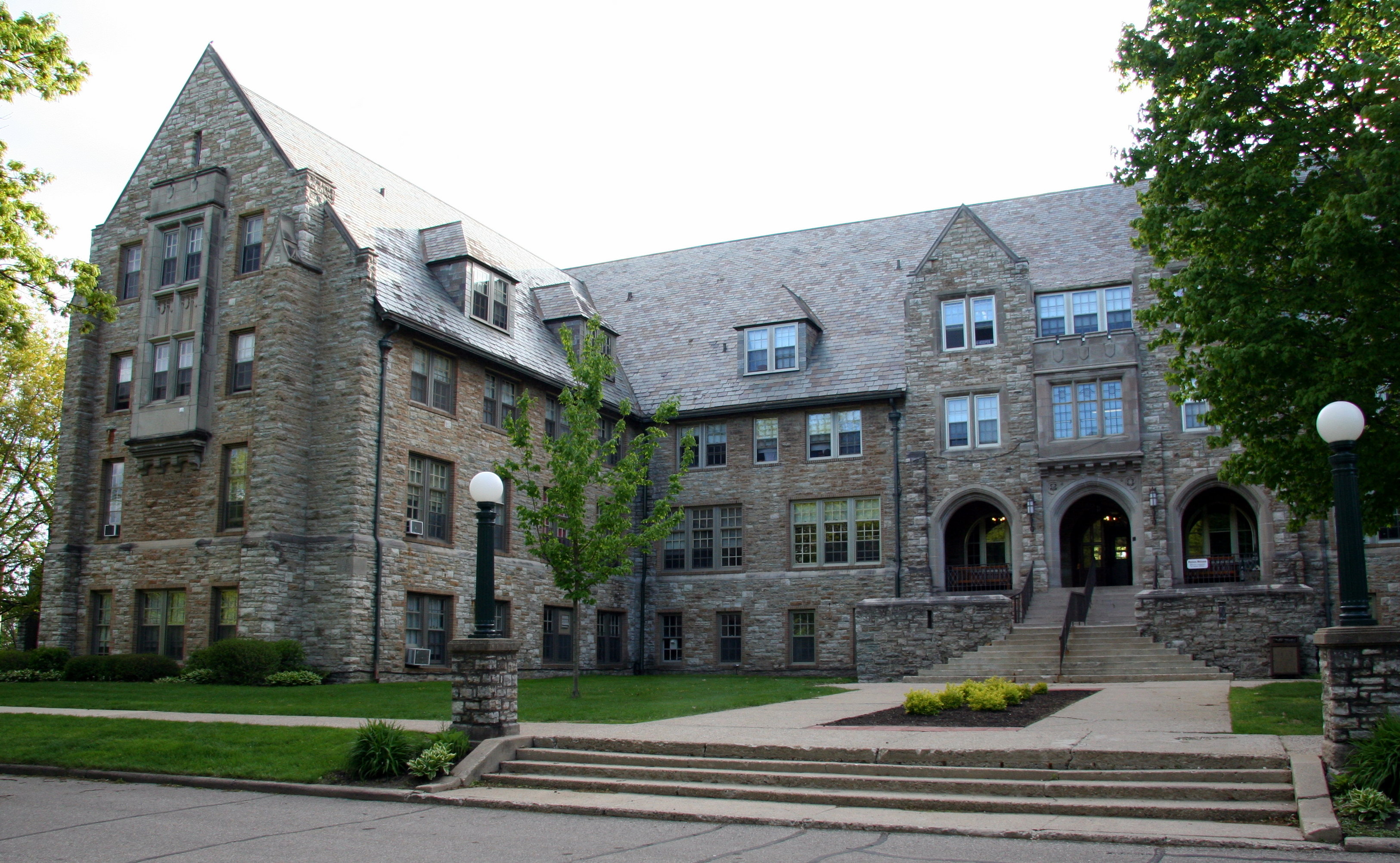
Современный вид военного училища Шэттак, в которое был направлен Брандо в сентябре 1941

Класс Брандо содержал в себе совершенно разных юношей, в основном, из состоятельных среднезападных семей. Среди таковых были представители семейства Мейо (основателя прославленной одноимённой клиники в Рочестере) и Хормел (основателя одноимённой продуктовой компании в Остине).
Помимо читального зала, где он из мятежного хулигана превращался в добропорядочного зубрилу, Марлон нашёл в Фэрибо ещё два места, где он чувствовал себя совершенно умиротворённо. Первым был кинотеатр, где Брандо пересмотрел все ключевые хиты последних лет, в том числе «Иностранного корреспондента» и «Великого диктатора».
Вторым — комната преподавателя английского языка Эрла Вагнера, аристократического фланёра-интеллектуала, предпочитающего обращение «Герцог». Вагнер часто звал студентов в свои специфические апартаменты, обустроенные в стиле эпохи fin de siècle. Здесь Бад потряс преподавателя своим прочтением отрывков из поэм Шекспира и вскоре ему была предоставлена основная роль в одноактовой постановке «Послание из Хафу», рассказывающей о жизни Тутанхамона. Зрители аплодировали так громко, а Вагнер был так потрясён его игрой, что написал Доди и Марлону-старшему письмо со всяческими комплиментами в адрес их сына, в котором откровенно удивлялся, что Бад забыл в военном училище. Помимо похвалы, в письме содержалось ещё и настойчивое предложение отправить Марлона в какую-нибудь актёрскую школу, которая бы более подошла для его таланта.
Брандо-старший воспринял послание Вагнера «в штыки»: «Актёрство — что это за профессия для подрастающего мужчины?» — вопрошал он. В ноябре 1941 года, на День благодарения, родители навестили сына в училище и заодно напрямую пообщались с Вагнером. Тот убедил Доди, что у её сына имеется явный талант в актёрском мастерстве, воспроизведении акцентов, чужих голосов и интонаций. Ей, актрисе с юных лет, этого было достаточно, чтобы решить забрать Марлона из этого места, но отец стоял на своём. Бад дополнительно аргументировал свой уход из Шэттака тем, что искусство у них в семье в крови — Джослин уже пытала счастье на Бродвее, а Фрэнсис прокладывала путь к профессиональной живописи.
Отец, человек старой военной закалки, убеждённый в том, что все в актёрской среде — гомосексуалы, грозно заявил:
Я не позволю этому профессоришке сделать из моего сына гомика, тем более когда я выкладываю полторы тысячи на то, чтобы он стал настоящим мужиком. Он не будет сидеть перед зеркалом и пользоваться бабской косметикой. Он не будет педерастом, трясущим своей задницей перед публикой каждый вечер.
По его мнению, демобилизовавшийся кадет должен был выбрать либо карьеру в бизнесе, либо в военном деле.

### Последние годы и смерть
В последние годы актёр страдал от ожирения (к концу 1990-х его вес составлял более 136 килограммов), вследствие сахарного диабета у него ухудшалось зрение, также наблюдались серьёзные проблемы с печенью.
Одно из последних появлений Брандо на экране — в видеоклипе на песню его друга Майкла Джексона «You Rock My World» (2001), а последней работой актёра должно было стать озвучивание злой старушки в мультфильме «Человек-жук», но этот проект так и не был реализован.
Марлон Брандо скончался 1 июля 2004 года в возрасте 80 лет от лёгочного фиброза. По завещанию, актёр был кремирован, его пепел частично развеян на Таити, частично в Долине Смерти. Его вклад в кинематограф отмечен звездой на Аллее славы в Голливуде.
Через два года после смерти Брандо на экраны вышел фильм «Возвращение Супермена», в котором актёр вновь играет роль отца Супермена. Это стало возможным благодаря использованию компьютерных технологий, позволивших синтезировать его голос.
На протяжении всей жизни лучшим другом Брандо являлся Джек Николсон. Когда Брандо не стало, Николсон сказал: «С его смертью всё резко изменилось».

## Актёрская карьера

### Первая известность и статус секс-символа

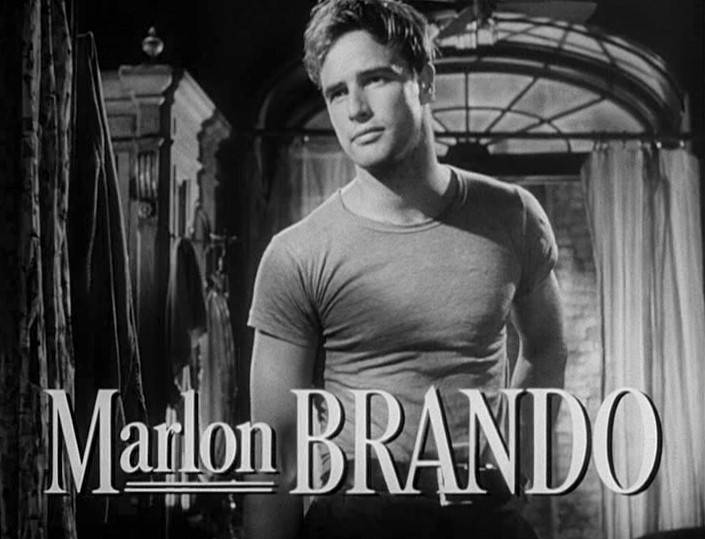
Марлон Брандо в образе Стэнли Ковальски в своём втором фильме «Трамвай „Желание“», принёсшем актёру всемирную известность.

Убеждённый сторонник системы Станиславского, Брандо своими первыми же киноработами существенно поднял планку актёрского мастерства в американском киноискусстве и послужил эталоном для таких актёров следующего поколения, как Омар Шариф, Аль Пачино, Уоррен Битти и Роберт Де Ниро и Дэниел Дэй-Льюис. Однако он отказался разрабатывать амплуа бунтаря и каждой новой ролью старался открыть новые грани своего таланта.
Марлон Брандо дебютировал на сцене в 1944 году в драме «Я помню, мама». Эта роль сразу была замечена критиками, и актёр был признан многообещающим. Затем была удачная роль, но в неудачной постановке. И наконец, в 1947 году Марлон Брандо получил всемирное признание благодаря культовой роли Стэнли Ковальски в пьесе Теннеси Уильямса «Трамвай „Желание“». В 1951 году Элиа Казан выпустил экранизацию одноимённой пьесы, где Марлон Брандо разделил экран с легендарной британской актрисой Вивьен Ли. Картина стала одной из самых успешных лент в прокате и была удостоена двенадцати номинаций на премию «Оскар», в том числе в категории «Лучший актёр» для 27-летнего Брандо — это была всего лишь вторая кинороль в его карьере.

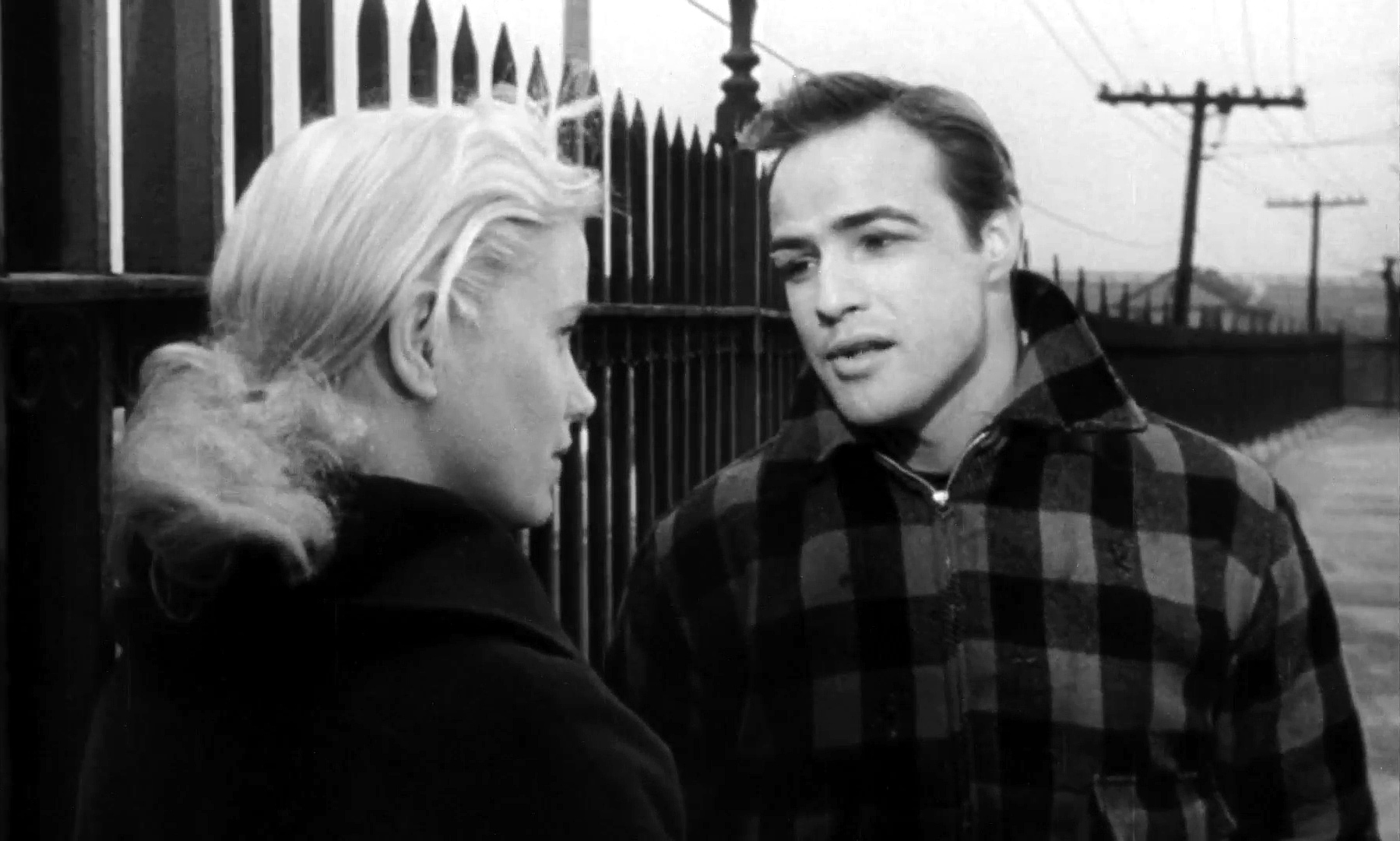
Брандо и Ева Мари Сейнт в фильме «В порту».

Снявшись всего лишь в пяти фильмах, Брандо стал к середине пятидесятых подлинным секс-символом десятилетия. Миллионы молодых людей во всём мире подражали ему, копировали его стиль поведения. Главный герой фильма «Дикарь» в исполнении Брандо оказал влияние на становление движения байкеров и послужил прообразом многочисленных героев-бунтарей, столь популярных в эпоху рок-н-ролла, в частности, экранных персонажей в исполнении Джеймса Дина и Элвиса Пресли. В 1954 году Марлон Брандо воссоединился с Элиа Казаном, снявшись в драме «В порту». За эту роль 30-летний Брандо получил премию «Оскар» в категории «Лучший актёр», став самым юным обладателем в этой номинации. Этот рекорд был побит лишь 23 года спустя, когда этой же награды был удостоен Ричард Дрейфус за фильм «До свидания, дорогая».

### Новые успехи и признания

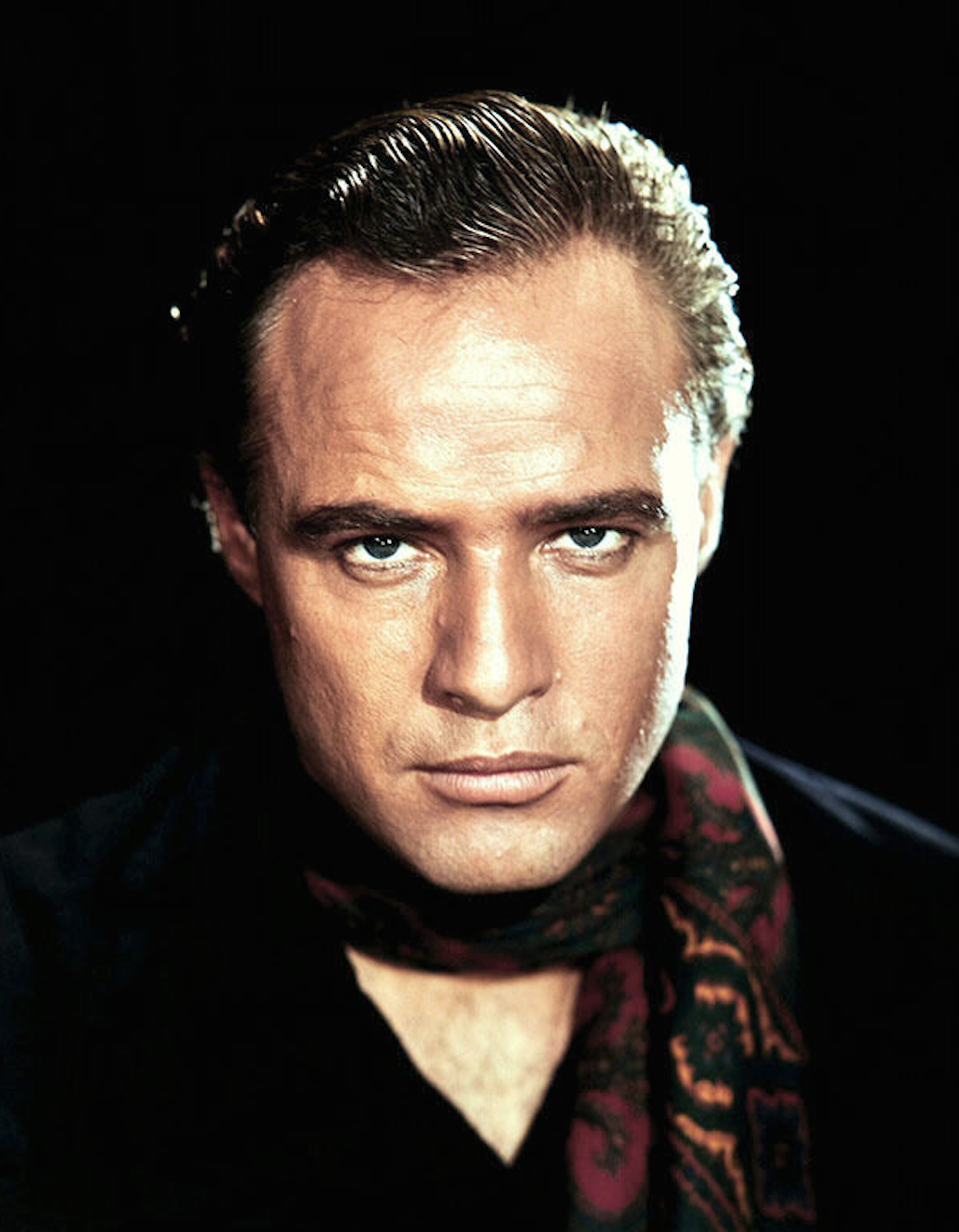
Брандо в фильме «Одноглазые валеты».

B 1960-е годы Брандо пробовал себя в режиссуре (фильм «Одноглазые валеты»). В 1967 году Брандо снялся в последнем фильме Чарли Чаплина «Графиня из Гонконга» вместе с Софией Лорен, но картина не получила популярности.
Новым триумфом обернулась для Марлона роль Вито Корлеоне в фильме «Крёстный отец» (1972). За неё он был удостоен второго «Оскара», однако отказался от получения награды и не присутствовал на церемонии 27 марта 1973 года. Вместо Брандо на сцену вышла Сашин Литтлфезер и зачитала часть обращения об угнетении индейцев. Брандо объяснил свой отказ от премии протестом против укоренившейся в американском обществе политики дискриминации индейцев (а на следующий день после того, как он высказался в поддержку индейцев в Вундед-Ни, в газетах США были опубликованы статьи с требованиями «навсегда исключить Брандо из американской кинопромышленности»).
Ожидалось, что Брандо появится в небольшом эпизоде и в фильме «Крёстный отец 2», но из-за разногласий с компанией Paramount он отказался от съёмок. Среди других крупных успехов Брандо в этот период — эротическая драма «Последнее танго в Париже» (1972), принёсшая Брандо седьмую и последнюю номинацию на «Оскар» в категории «Лучший актёр», а также фильмы «Супермен» (1978), «Апокалипсис сегодня» (1979). Особенно критики и зрители выделяли роль полковника Курца в фильме «Апокалипсис сегодня» Фрэнсиса Форда Копполы, которая стала в известной степени культовой. Некоторые киноведы проводят параллели между Курцем и самим Брандо, считая, что актёр, который практически все свои монологи произносил на съёмках экспромтом, рассказывал о собственных переживаниях. Хотя актёру на момент съёмок было всего 55 лет, роль Курца часто рассматривается как подводящая итог под серьёзной кинокарьерой Брандо.

### Закат карьеры
В 1980 году Брандо объявил о своём уходе из кино, однако с конца 1980-х периодически продолжал сниматься в ролях второго плана. В 1989 году вышел фильм «Сухой белый сезон», за роль Йена Маккензи Брандо последний раз был номинирован на «Оскар» и «Золотой глобус» в категории «мужская роль второго плана». Через год на экраны вышла комедия «Первокурсник», где Брандо сыграл пародию на свою же роль Вито Корлеоне из «Крёстного отца». В 1995 году Брандо снялся в фильме «Дон Жуан де Марко», где главную роль исполнил Джонни Депп. Через год Депп пригласил Брандо в свой режиссёрский дебют драму «Храбрец», но фильм был принят прохладно, как и большинство поздних работ Брандо. Последним фильмом Брандо стал «Медвежатник» (на английском он символично называется The Score), где партнёрами 77-летнего Марлона стали Роберт Де Ниро и Эдвард Нортон. Фильм собрал неплохую кассу (около $114 млн при бюджете $68 млн) и в целом благосклонные отзывы критиков, хотя многие ожидали от подобного актёрского состава большего. Почти все режиссёры поздних фильмов Брандо отмечали, что с актёром было чрезвычайно сложно работать на площадке, у него было своё мнение буквально по каждому вопросу, при этом он часто был полностью не в курсе содержания сценария фильма, которого не стремился придерживаться.
Последние годы актёр проводил значительную часть своего времени на Таити, где женился на местной жительнице. У Брандо было восемь детей, не считая троих приёмных.

## Личная жизнь
Личная жизнь Брандо была не менее популярной и бурной, чем его кинокарьера. Всего у него официально было 11 родных детей, 3 приёмных, все они получили его фамилию.
В автобиографической книге «Песни, что пела мне мать», Брандо написал, что он встретил Мэрилин Монро на вечеринке, где она играла на пианино. Актёр утверждал, что у них был непродолжительный роман, после чего они почти не общались. Марлон Брандо женился на актрисе Анне Кашфи в 1957 году. В 1959 году, после рождения сына Кристиана Брандо, пара развелась. В 1960 году Брандо женился на актрисе Мовите Кастанеде, которая была старше его на восемь лет. Они развелись в 1962 году. 10 августа 1962 года актёр женился на 20-летней Тарите Териипии, которая стала матерью двоих его детей. Они развелись в 1972 году.
В 1976 году Брандо сделал бисексуальный каминг-аут, признавшись, что у него были однополые отношения, и сделал довольно смелое для тех лет заявление, что гомосексуальность он воспринимает как нечто само собой разумеющееся, и что ему совершенно не стыдно за то, что он имел опыт таких отношений. Он также в шутку сказал, что «если публике захочется думать, что он любовник Джека Николсона, то он не против».
Брандо никогда не скрывал, что хранит у себя дома урну с прахом своего ближайшего друга — актёра Уолли Кокса, с которым близко дружил с десятилетнего возраста, завещав развеять его прах вместе со своим собственным. Когда вдова Кокса узнала об этом из интервью, она попыталась предъявить иск об изъятии праха своего супруга, однако судья не нашёл здесь предмета для разбирательства.

### Дети Марлона Брандо
У Брандо одиннадцать родных детей, трое приемных и шестеро внуков.
- с Анной Кашфи:
  - Кристиан Деви Брандо (р. 1958—2008) актер, умер от пневмонии.
    - Майкл Брандо (р. 1988) внук.
- с Мовитой Кастанеда:
  - Мико Кастанедо Брандо (р. 1961) телохранитель [40] Майкла Джексона.
    - Шейн Брандо внук.
    - Пруденс Брандо внучка.

  - Ребекка Брандо Котлински (р. 1966) актриса.
    - Двое детей, имена неизвестны.
- с Таритой Териипия:
  - Саймон Тейхоту Брандо (р. 1963) основатель отеля «Брандо» на Таити.
  - Тарита Шайенн Брандо (р. 1970—1995) модель, самоубийство.
    - Туки Брандо (р. 1990) внук, модель.
- Приёмные дети:
  - Петра Брандо-Корвал (р. 1972), адвокат, дочь помощников Брандо Каролины Баррет и Джеймса Клавелла.
  - Маимити Брандо (р. 1977), внебрачная дочь Тариты Териипия
  - Раиатуа Брандо (р. 1982), племянница Тариты Териипия
- с Марией Кристиной Руис:
  - Нина Присцилла Брандо (р. 1989)
  - Майлз Джонатан Брандо (р. 1992)
  - Тимоти Гахан Брандо (р. 1994)
- Брандо является отцом еще нескольких детей:
  - Майкл Грегор Гилман (р. 1967—2019) усыновлен другом Брандо Сэмом Гилманом.[41]
  - Дилан Брандо (р. 1968—1988)
  - Анжелика Брандо (р. ?)

Личная жизнь почти всех детей Брандо сложилась неудачно.
Старшего сына Кристиана познакомили с киноиндустрией в детстве, но он не добился успеха. Через несколько лет после своей роли в итальянском мафиозном фильме «La Posta in Gioco», ночью 16 мая 1990 года Кристиан застрелил Дага Дроллета в гостиной калифорнийского особняка отца. Дроллет был бойфрендом сестры Кристиана Шайенн, на которую он поднимал руку. На момент инцидента она была на восьмом месяце беременности. Старший ребёнок Марлона признал себя виновным в непредумышленном убийстве в 1991 году. Он был приговорен к 10 годам лишения свободы, но за примерное поведение оставался за решеткой всего пять лет.
Позже Шайенн Брандо был официально поставлен диагноз шизофрения; она была изолирована от своих бывших друзей, была лишена родительских прав над своим сыном Туки и помещена в одну из самых престижных психиатрических клиник Европы. 16 апреля 1995 года Шайенн повесилась в доме своей матери в Пунаауйя, Таити. Ни её отец, ни сводный брат Кристиан не смогли присутствовать на её похоронах на Таити.

## Влияние и наследие

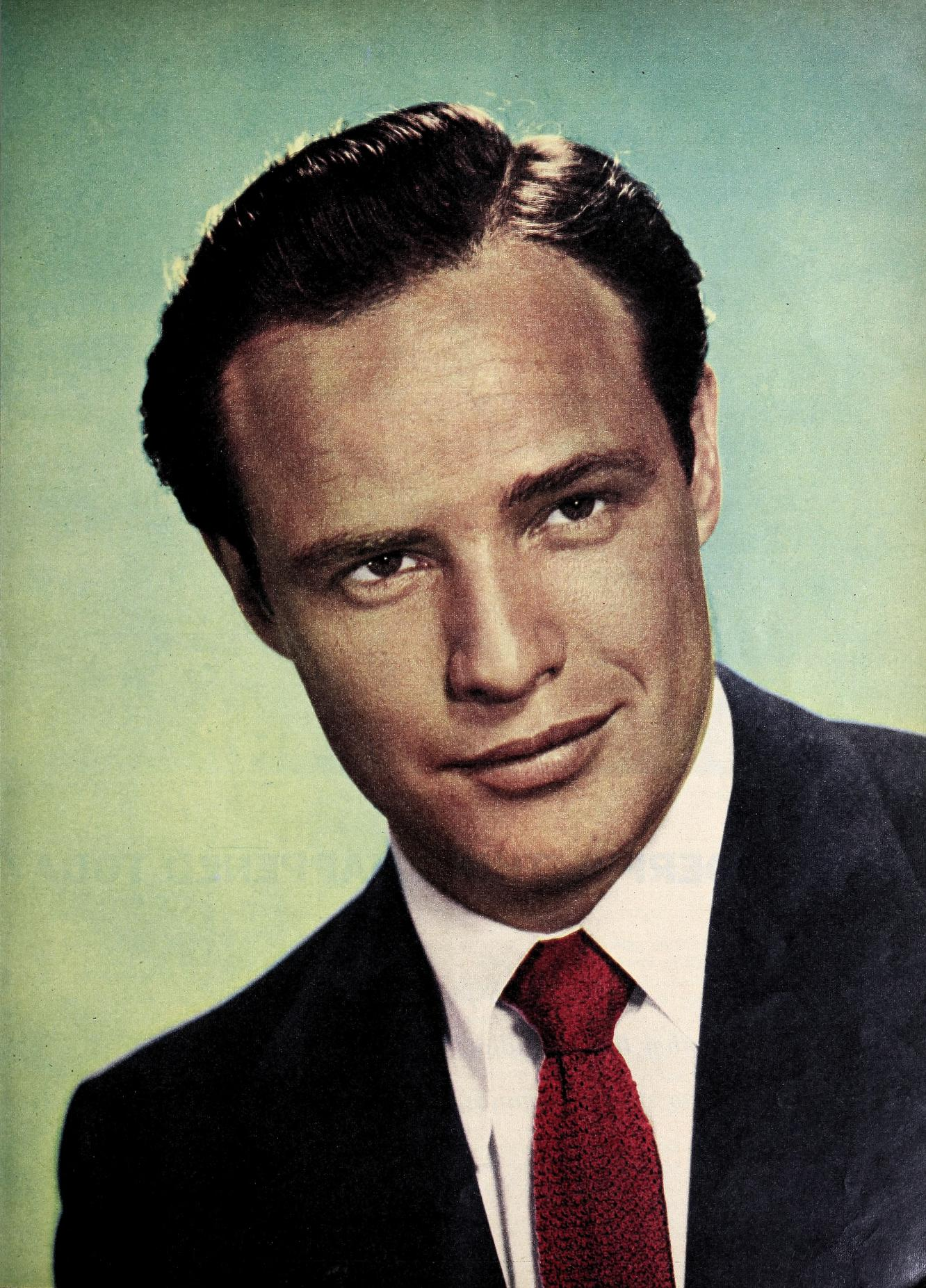
1955 год

Имя Брандо по-прежнему ценится и пользуется большим уважением; он был назван Американским институтом кино четвёртым величайшим актёром среди кинозвёзд, чей дебют состоялся в или до 1950 года. Он был также одним из шести актёров, включённых изданием Time в список самых влиятельных людей XX века. В этом же списке издание Time провозгласило Брандо «Актёром столетия».
Стефан Канфер, биограф Брандо, назвал его одним из величайших актёров в истории, пояснив: «Существовал кинематограф до Брандо и после Брандо, так же как живопись до Пикассо и после Пикассо, литература до Хемингуэя и после Хемингуэя и поп-музыка до Синатры и после Синатры…». Схожего мнения придерживалась историк кино Молли Хаскелл: «Легенду киноэкрана можно охарактеризовать одним словом. Брандо. Как Гарбо. Или Фидо. Есть только один Брандо».
Имя Марлона Брандо упоминается в десятках популярных песен, включая следующие: «Pocahontas» Нила Янга, «China Girl» Дэвида Боуи и Игги Попа, «We Didn’t Start the Fire» Билли Джоэла, «Vogue», «Super Pop» и «Superstar» Мадонны, «Advertising Space» Робби Уильямса, «It’s So Hard to Be a Saint In the City» Брюса Спрингстина, «I Wanna Be Marlon Brando» Рассела Кроу, «Back to Tupelo» Марка Нопфлера, «Goodbye, Marlon Brando» Элтона Джона, «Marlon J.D.» Manic Street Preachers, «Eyeless» группы Slipknot, R.E.M. «Me, Marlon Brando, Marlon Brando and I», «Marlon Brando e sempre lui» Лучано Лигабуэ, «Дрова» Михаила Краснодеревщика, «Touch Me» Кэтрин Макфи, «Летняя» Slim, «Is Anyone Home» Элиса Купера, «Is This What You Wanted» Леонарда Коэна. Также в честь актёра фамилию оного носит Дио Брандо, один из главных злодеев манги «JoJo’s bizzare adventure».
- Марлон Брандо в образе Джонни Страблера из кинофильма «Дикарь» воссоздан из воска и демонстрируется с мотоциклом «Triumph Thunderbird» (более поздней модификации) в Музее восковых фигур мадам Тюссо в Лондоне.
- Актер в образе Вито Корлеоне из кинофильма «Крестный отец» воссоздан из воска и демонстрируется в филиале Музея мадам Тюссо в Лос-Анджелесе.

В 2024 году выходит фильм «Вальсируя с Брандо», действие которого сосредоточено на жизни Брандо в исполнении Билли Зейна между 1969 и 1974 годами.

## Атолл Тетиароа и курорт The Brando
В 1966 году Марлоном Брандо был куплен атолл Тетиароа, входящий в один из Наветренных островов архипелага Острова Общества во Французской Полинезии в Тихом океане, который с 1999 года стал резиденцией для отдыха всей семьи актёра. С тех пор остров называется также островом Брандо, он расположен в 30 км к северу от Таити, всего в 20 минутах полета от международного аэропорта Фааа.
После смерти Брандо остров перешёл к его наследникам и в 2005 году продан Ричарду Бейли. На острове был создан роскошный экокурорт, который в честь бывшего владельца острова был назван The Brando.

## Актёрские работы и награды
Полный список наград на IMDb.com

### Премия «Оскар»
Марлон Брандо — двукратный лауреат премии «Оскар» в категории «Лучшая мужская роль», на которую номинировался в общей сложности восемь раз. Однако от своего второго «Оскара» актёр отказался по идейным соображениям. На протяжении 23 лет удерживал рекорд как самый молодой лауреат премии в номинации «Лучшая мужская роль» (30 лет).
- 1955 — Лучшая мужская роль, за фильм «В порту»
- 1973 — Лучшая мужская роль, за фильм «Крёстный отец»

#### Номинации
- 1952 — Лучшая мужская роль, за фильм «Трамвай „Желание“»
- 1953 — Лучшая мужская роль, за фильм «Вива, Сапата!»
- 1954 — Лучшая мужская роль, за фильм «Юлий Цезарь»
- 1958 — Лучшая мужская роль, за фильм «Сайонара»
- 1974 — Лучшая мужская роль, за фильм «Последнее танго в Париже»
- 1990 — Лучшая мужская роль второго плана, за фильм «Сухой белый сезон»

### ПремияBAFTA
- 1953 — Лучшая мужская роль (лучший иностранный актёр), за фильм «Вива, Сапата!»
- 1954 — Лучшая мужская роль (лучший иностранный актёр), за фильм «Юлий Цезарь»
- 1955 — Лучшая мужская роль (лучший иностранный актёр), за фильм «В порту»

#### Номинации
- 1973 — Лучшая мужская роль, за фильм «Ночные пришельцы»
- 1972 — Лучшая мужская роль, за фильм «Последнее танго в Париже»
- 1974 — Лучшая мужская роль, за фильм «Крёстный отец»
- 1989 — Лучшая мужская роль второго плана, за фильм «Сухой белый сезон»

### Премия «Золотой глобус»
- 1954 — Лучшая мужская роль — Кинодрама, за фильм «В порту»
- 1972 — Лучшая мужская роль — Кинодрама, за фильм «Крёстный отец»

#### Номинации
- 1957 — Премия «Золотой глобус» за лучшую мужскую роль — комедия или мюзикл, за фильм «Чайная церемония»
- 1958 — Лучшая мужская роль — Кинодрама, за фильм «Сайонара»
- 1964 — Лучшая мужская роль — Кинодрама, за фильм «Гадкие американцы»
- 1990 — Лучшая мужская роль второго плана — Кинофильм, за фильм «Сухой белый сезон»

### Прайм-таймовая премия «Эмми»
- 1979 — Лучший актёр второго плана в мини-сериале или кинофильме, за фильм «Roots: The Next Generations»

### ПремияКаннского кинофестиваля
- 1952 — Приз за лучшую мужскую роль, за фильм «Вива, Сапата!»

### на английском языке
- Brando, Marlon; Lindsey, Robert (1994). Songs My Mother Taught Me. New York: Random House, 575 рages. ISBN 978-0-6794-1013-3
- Brando, Marlon and Cammell, Donald   (2006). Fan-Tan. Thorndike Press,  424 pages. ISBN 978-0-7862-8217-3

### на французском языке
- Brando, Marlon; Cammell, Donald et  Rouard, Philippe, Les tigres de la mer de Chine, DENOEL, 2006, 272 pages, ISBN 978-2-2072-5801-9

### на английском языке
- Englund, George (2004). The Way It's Never Been Done Before: My Friendship With Marlon Brando. New York: Harper Entertainment, 320 pages. ISBN 978-0-0607-8630-4
- Grobel, Lawrence (2009).  Conversations with Marlon Brando: Lawrence Grobel. Rat Press, 195 pages. ISBN 978-0-9818-0562-7
- Kanfer, Stefan. Somebody, The Reckless life and Remarkable Career of Marlon Brando. — Alfred A. Knopf, 2008. — 350 p. — ISBN 978-0-5712-4412-6.
- Manso, Peter (1994). Brando: The Biography. Hyperion, 1118 pages. ISBN 978-0-7868-6063-0
- Marchak, Alice (2008). Me and Marlon. A memoir. Marchak, 449 pages. ISBN 978-0-6152-2235-6
- Mizruchi, Susan L. (2014). Brando's Smile: His Life, Thought and Work. New York: W. W. Norton & Company, 512 pages, ill. ISBN 978-0-3933-5120-0
- Porter, Darwin (2006). Brando Unzipped. New York: Blood Moon Productions Ltd., 625 pages. ISBN 978-0-9748-1182-6
- Tanitch, Robert (2004). Brando.  New York: Barnes & Noble Books, 200 pages. ISBN 978-0-7607-6909-6
- Judge, Bernard (2011). Waltzing With Brando: Planning a Paradise in Tahiti. New York: ORO Editions, 289 pages. ISBN 978-0-9826-2264-3

### на немецком языке
- Thomas, Tony; Hembus, Joe: Marlon Brando und seine Filme, Goldmann, München, 1981, 227 Seiten, ISBN 978-3-4421-0209-9
- Verlhac, Pierre-Henri: Marlon Brando. Bilder eines Lebens, Henschel Verlag, Leipzig, 2010, 192 Seiten, ISBN 978-3-8948-7676-0

### на французском языке
- Teriipaia, Tarita, Marlon, mon amour, ma déchirure, XO édition, 2005, 298 pages. ISBN 978-2-8456-3217-2
- Yves, Mourousi, Brando, le destin, Lafon, Paris, 1991, 229 pages. ISBN 978-2-8639-1434-2